# Bray Hill British Cemetery
Le  Bray Hill British Cemetery  (Cimetière militaire britannique de Bray Hill) est un cimetière militaire de la Première Guerre mondiale, situé sur le territoire de la commune de Bray-sur-Somme, dans le département de la Somme, au nord-est d'Amiens.

## Localisation
Ce cimetière militaire est situé en pleine campagne au nord du terroir de la commune, sur la D 329 en direction de Fricourt à environ 2 km du village.

## Histoire

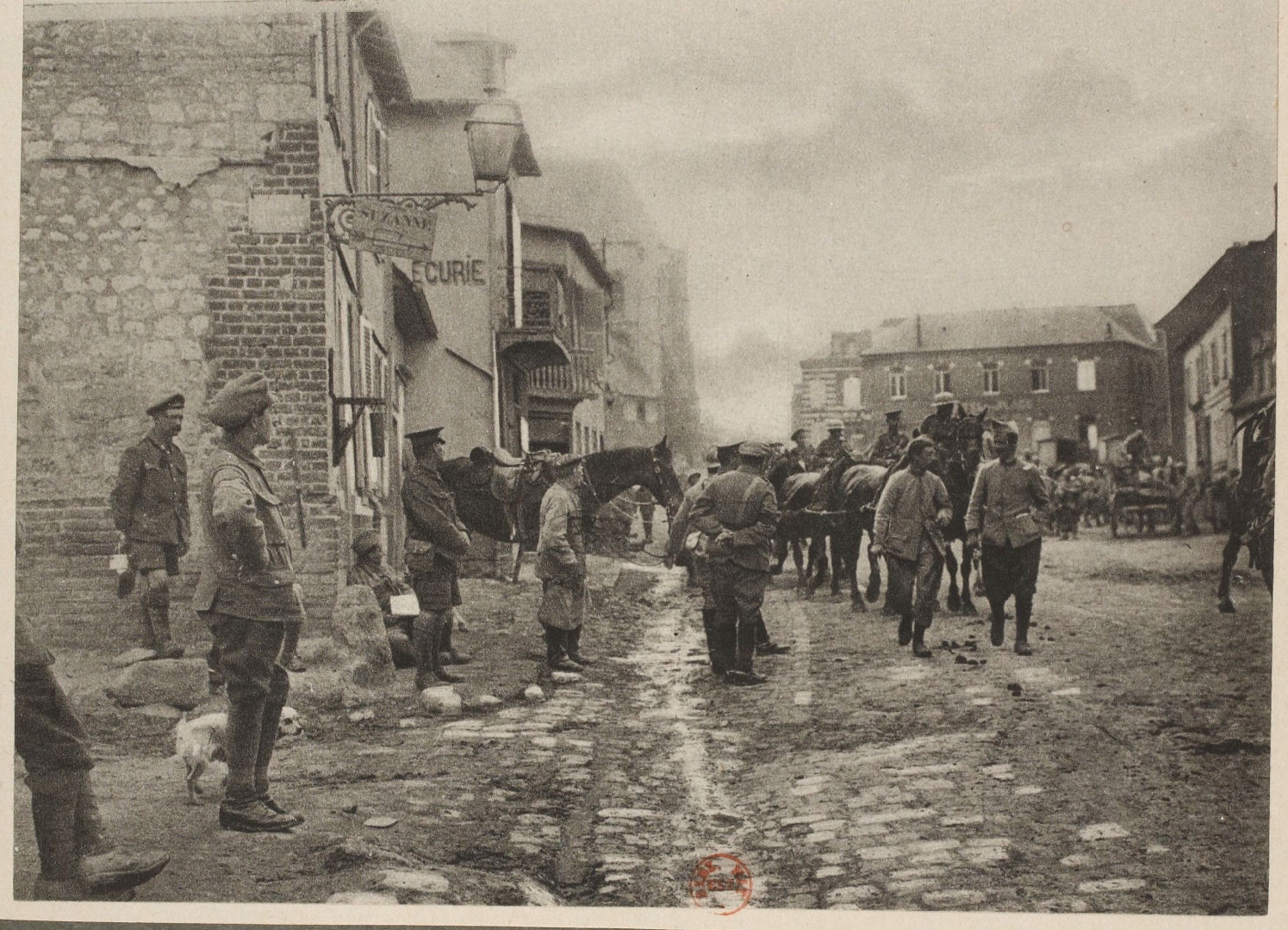
Des troupes anglaises dans Bray-sur-Somme en 1916.

Bray-sur-Somme tombe de nouveau aux mains des Allemands en mars 1918, mais le village est repris par le 40è Battaillon  australien le 24 août suivant. Le cimetière britannique de Bray Hill a été construit le 31 août 1918 par la 58th (London) Division, qui avait pris part à l'avancée de Corbie. Le cimetière d'origine contenait 41 tombes mais a été agrandi après l'armistice lorsque des tombes ont été apportées des champs de bataille de mars et août 1918, entre Bray et Fricourt. Il comprend maintenant 104 sépultures de la Première Guerre mondiale, dont 32 sont non identifiées.

## Caractéristiques
Ce cimetière a un plan rectangulaire de 15 m sur 30.

Il est entouré d'un mur de briques.

Il a été conçu par AJS Hutton.

## Galerie

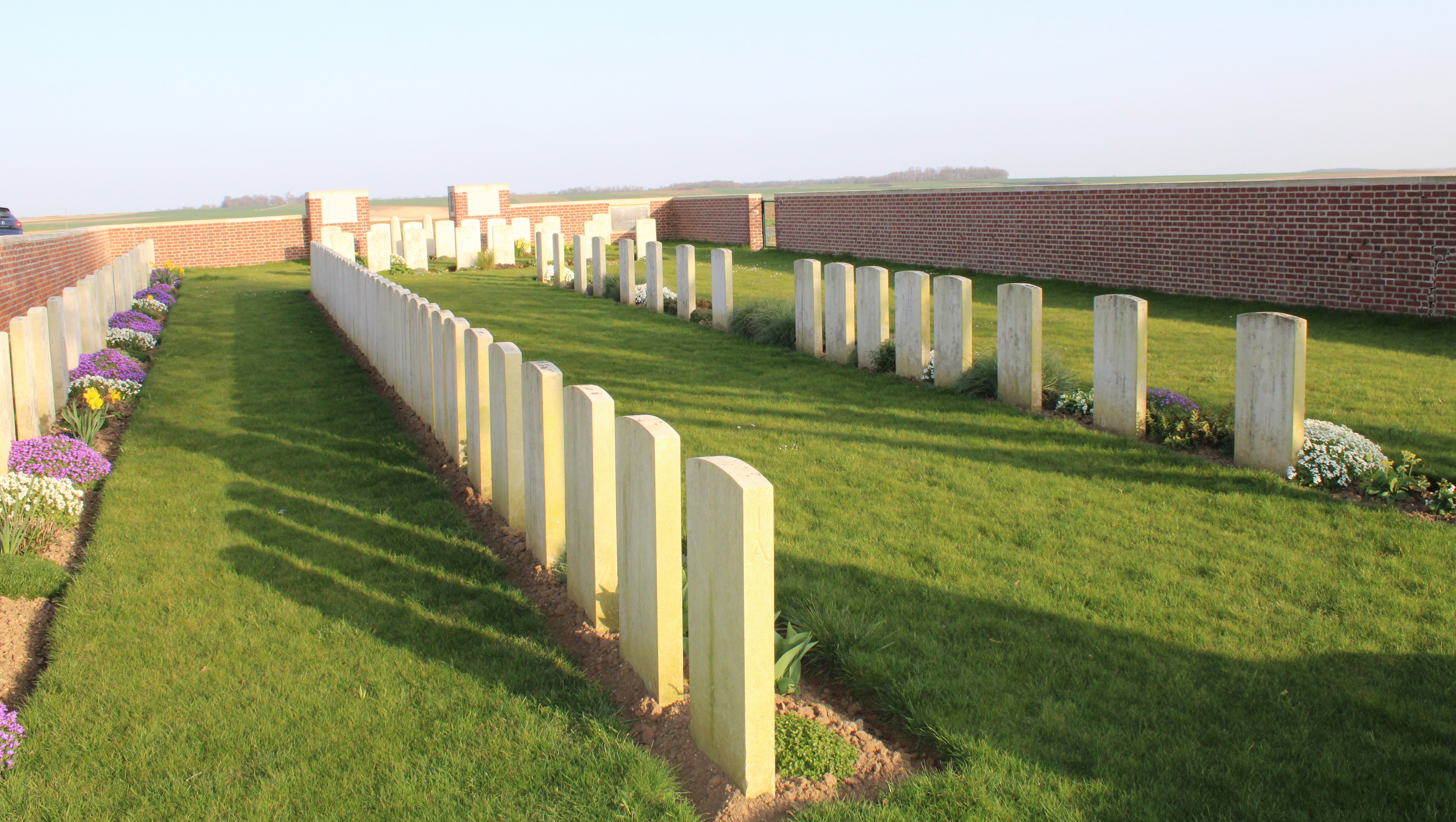
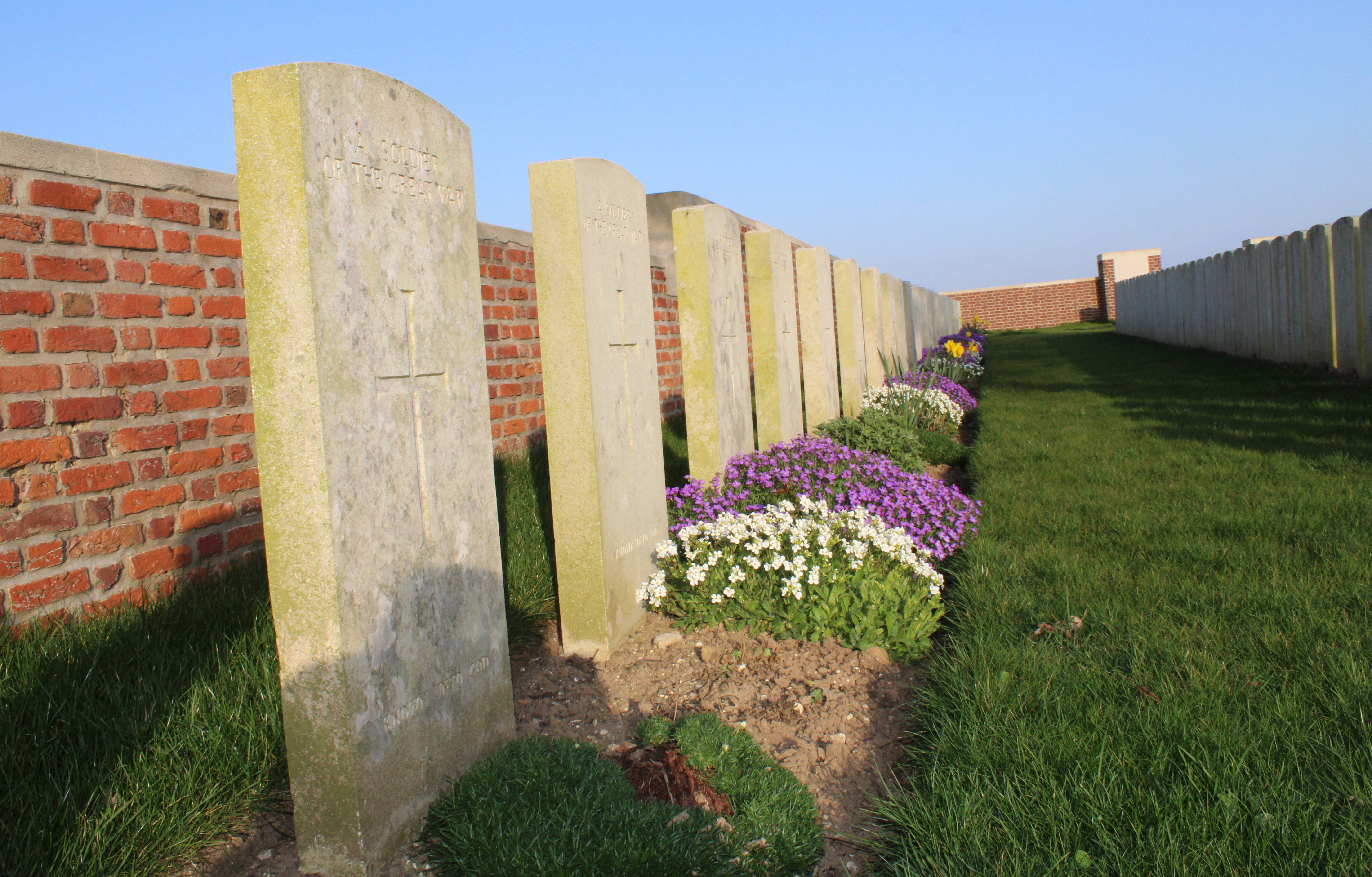
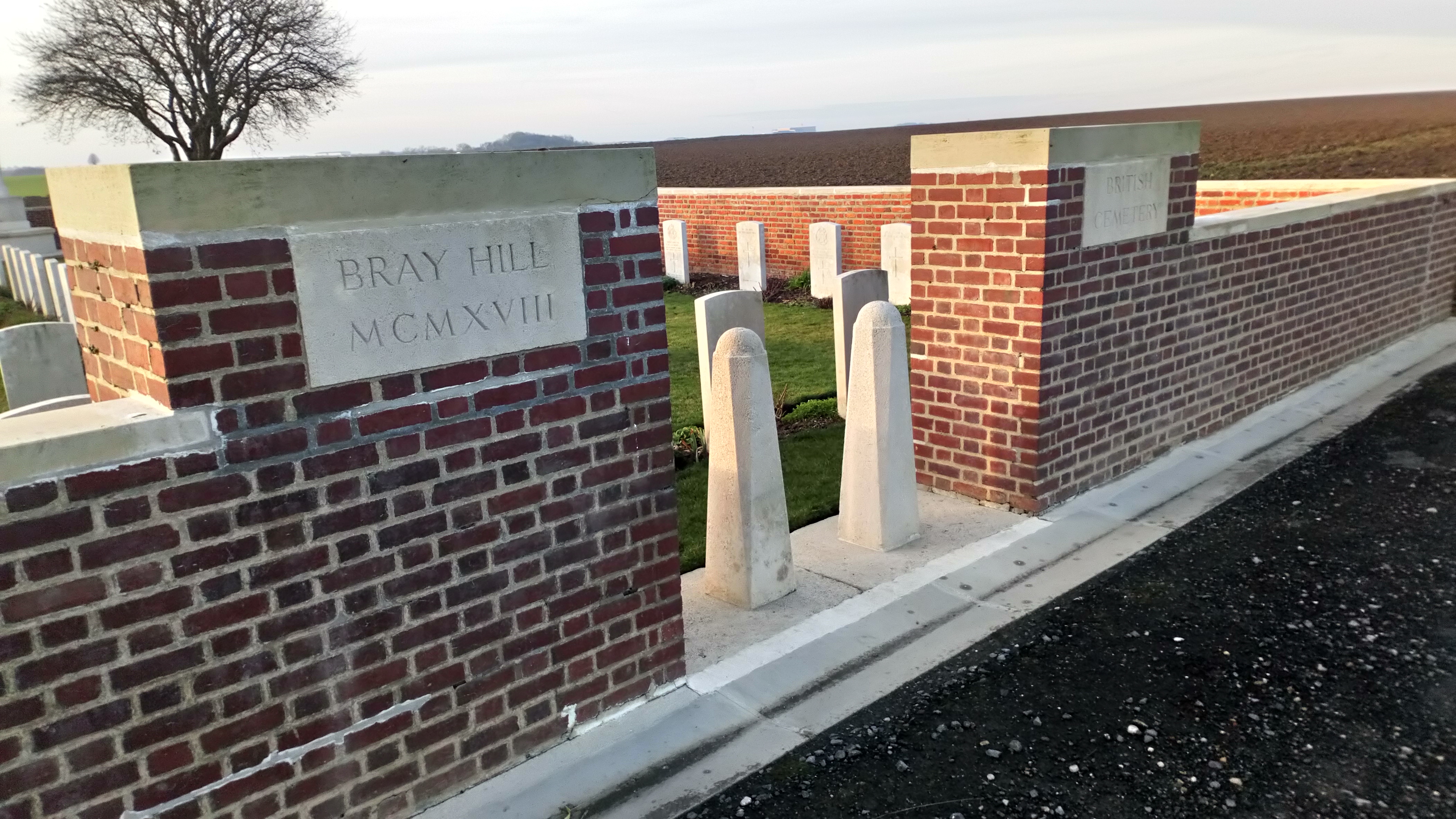
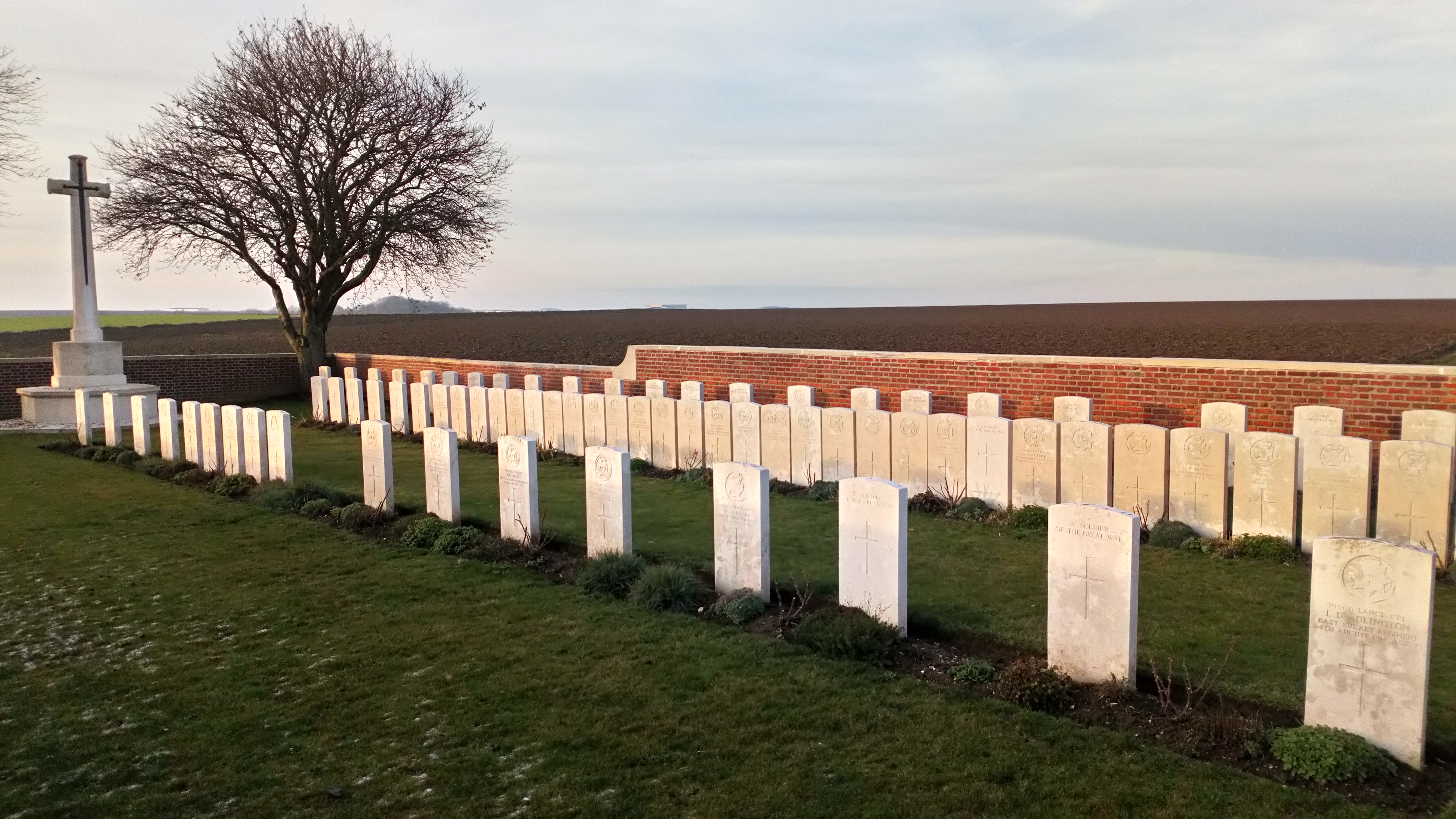
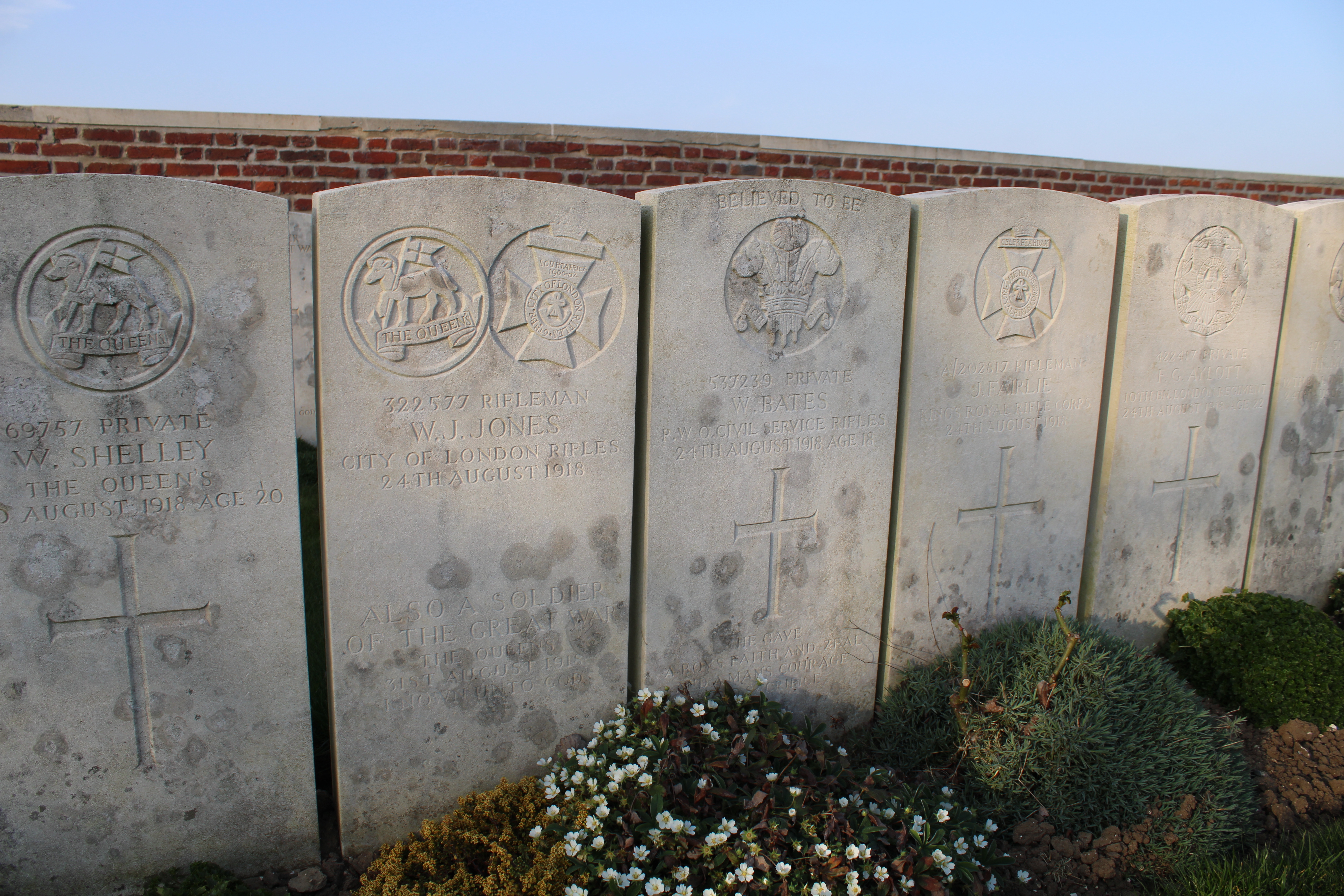

## Sépultures
| Pays        | Sépultures |
| ----------- | ---------- |
| Royaume-Uni | 102        |
| Australie   | 2          |
| Total       | 104        |